# Wielemans (Wittekerke)
Wielemans (Werner Vandeputte) is een personage uit de Vlaamse soapserie Wittekerke dat werd gespeeld door Filip Peeters in de eerste twee seizoenen, van 1993 tot 1994.

## Personage
Werner Vandeputte groeide op in Wittekerke in dezelfde straat als Patsy De Cleyn. Na een ongeval belandde hij in een rolstoel en verliet hij Wittekerke. In aflevering 9 keert hij terug, zijn naam Werner gebruikt hij niet meer maar hij noemt zich nu Wielemans, vanwege zijn rolstoel. Intussen is Patsy verloofd met Chris Deleu en hij wordt al snel jaloers als Patsy veel tijd met hem doorbrengt. Magda denkt dat er een manier is waardoor hij weer kan lopen. Patsy dringt aan om met hem naar het ziekenhuis te gaan voor testen te doen en ze doet oefeningen met hem om zijn benen aan te sterken. Nadat Patsy verkracht wordt zoekt ze toevlucht bij Wielemans en heeft ze geen oog meer voor Chris. Jos Verlackt, die haar verkracht heeft probeert haar uit te schakelen voor ze zich kan herinneren wie haar verkracht heeft, maar wordt net op tijd gestopt door Wielemans. Later wordt Jos vermoord door Patsy’s moeder Annie. 
Katrien Coppens wordt verliefd op Wielemans, waardoor Patsy beseft dat zij eigenlijk verliefd op hem is. Ze geven al snel toe aan hun gevoelens. Intussen leert hij ook opnieuw lopen. Plots duikt Joke Collin op in Wittekerke en ze verkoopt hem een mep in het café. De volgende dag vertelt ze aan Patsy dat Wielemans er met de apparatuur van haar groep The Twilights vandoor is. Wielemans heeft dit echter gekocht van een groepslid voor de helft van de prijs, maar die had aan Joke gezegd dat Wielemans ervan door was. Wielemans zorgt ervoor dat Joke kan optreden in het café van Marcel en zo wordt de groep opnieuw gelanceerd. Wielemans gaat eerst in de vismijn werken en dan in het café van Marcel. Joke wil met de groep op tournee gaan en Wielemans wil dat Patsy meegaat, maar Joke wil dat niet. Hij stelt Joke voor een ultimatum die uiteindelijk toegeeft. Ze nemen van iedereen afscheid, Wielemans speciaal van Magda en ze vertrekken.

## Vertrek
Vertrekt samen met Patsy en Joke op tournee met hun band The Twilights. Een paar maanden later komt de groep optreden in Oostende; Katrien en Tanja vernemen van Joke dat Patsy en Wielemans uit de groep zijn gestapt. Later krijgt Katrien een brief dat het niet boterde tussen Patsy en Joke en dat ze nu op een cruiseschip werken op de Middellandse Zee. 